# Pilea wilsonii
Pilea wilsonii är en nässelväxtart som beskrevs av Ignatz Urban. Pilea wilsonii ingår i släktet pileor, och familjen nässelväxter. Inga underarter finns listade i Catalogue of Life.